# Arthon-en-Retz
Arthon-en-Retz è un comune francese soppresso e frazione del dipartimento della Loira Atlantica nella regione dei Paesi della Loira. Dal 1º gennaio 2016 si è fuso con il comune di Chéméré per formare il nuovo comune di Chaumes-en-Retz.

## Storia

### Simboli
Lo stemma era stato creato nel 1946. Le figure sullo scudo ricordano: il forno da calce di Feuillardais; i resti dell'aquedotto romano e le saline. La spada e il pastorale sono attribuiti di san Martino di Tours. Nel terzo quarto, il capo d'oro con la crocetta di nero riprende il simbolo del Pays de Retz a cui apparteneva Arthon-en-Retz. Le moscature di armellino sono simbolo del Ducato di Bretagna.

## Società

### Evoluzione demografica
Abitanti censiti